# Markus Tuscher

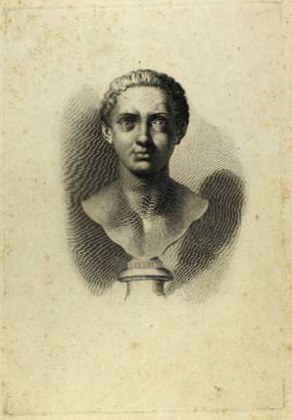
Marcus Tuscher, Selbstporträt

Karl Markus Tuscher, auch Carl Marcus (getauft am 1. Juni 1705 in Nürnberg; † 6. Januar 1751 in Kopenhagen), war ein deutscher Maler und Kupferstecher.

## Leben
Tuschers Geburtsdatum ist nicht bekannt. Der Name seines Vaters lautete entweder Ferdinand Tuscher oder Ferdinand Tischer. Vier oder fünf Jahre lang blieb Markus Tuscher in der Obhut seiner Mutter, danach brachte sie ihn in ein Findelhaus in Nürnberg, wo er erste Versuche mit Zeichnungen machte. Der „Pfleger“ des Findelhauses, Carl Benedict Geuder von Heroldsberg, wurde auf Tuscher aufmerksam und schickte ihn zu Johannes Daniel Preisler, Teil einer Maler- und Verlegerfamilie in Nürnberg, der ihn unterrichtete. Zehn Jahre lang wurde Markus Tuscher von Preisler unterrichtet, dann, im Jahr 1728, reiste Tuscher mit einem Stipendium seiner Heimat nach Italien. In Rom machte er Bekanntschaft mit dem Kunstsammler Philipp von Stosch. Zugleich war Markus Tuscher als Steinschneider tätig. Er plante, mit Johann Justin Preisler, Sohn Johann Daniel Preislers, zurück nach Deutschland zu kehren, im Jahr 1734 wurde er allerdings in die Gesellschaft des Barons von Stosch aufgenommen und blieb vier Jahre lang dort. 1740 reiste Tuscher nach Florenz. Weitere vier Jahre lang war Tuscher in London damit beschäftigt, das ägyptische Reisewerk des befreundeten Friedrich Ludwig Norden zur Herausgabe vorzubereiten und mit Kupferstichen zu versehen. Schließlich zog Tuscher nach Kopenhagen, wo er Professor und königlicher Hofmaler wurde. Tuscher hatte wahrscheinlich die Idee des achteckigen Platzes in Frederiksstaden, das heute bekannt ist als Amalienborg.